# Liste der Monuments historiques in Meistratzheim
Die Liste der Monuments historiques in Meistratzheim führt die Monuments historiques in der französischen Gemeinde Meistratzheim auf.

## Liste der Bauwerke
| Bezeichnung          | Beschreibung | Standort               | Kennzeichnung | Schutzstatus | Datum | Bild           |
| -------------------- | --- | ---------------------- | ------------- | ------------ | ----- | -------------- |
| Alte Kirche St-André | jetzt Friedhofskapelle; Turm und Chor aus der zweiten Hälfte des 12. Jahrhunderts, Schiff zwischen 1720 und 1722, Turm 1724 erhöht | Rue de l’Église (Lage) | PA00084788    | Classé       | 1924  | weitere Bilder |

## Liste der Objekte
| Bezeichnung                    | Beschreibung                                                         | Standort                            | Kennzeichnung | Schutzstatus | Datum | Bild |
| ------------------------------ | -------------------------------------------------------------------- | ----------------------------------- | ------------- | ------------ | ----- | ---- |
| Gemälde Die vierzehn Nothelfer | Ölfarbe auf Leinwand, 1817                                           | in der alten Kirche St-André (Lage) | PM67000611    | Classé       | 1988  |      |
| Tympanon                       | Sandstein, zweite Hälfte des 12. Jahrhunderts                        | in der alten Kirche St-André (Lage) | PM67000170    | Classé       | 1987  |      |
| Gemälde Madonna mit Kind (?)   | Ölfarbe auf Leinwand, 18. oder 19. Jahrhundert                       | in der alten Kirche St-André (Lage) | PM67000612    | Classé       | 1988  |      |
| Kruzifix                       | Holz, farbig gefasst, vermutlich aus dem 18. Jahrhundert             | in der alten Kirche St-André (Lage) | PM67000613    | Classé       | 1988  |      |
| Gemälde Auferstehung Christi   | Ölfarbe auf Leinwand, 18. oder 19. Jahrhundert, von Johan Jacob Sorg | in der alten Kirche St-André (Lage) | PM67001290    | Inscrit      | 1988  |      |
| Zwei Reliquiare                | Holz und Stuck, vergoldet, 18. Jahrhundert                           | in der alten Kirche St-André (Lage) | PM67001291    | Inscrit      | 1988  |      |
| Tabernakel                     | Holz und Stuck, farbig gefasst und vergoldet, 18. Jahrhundert        | in der alten Kirche St-André (Lage) | PM67000171    | Classé       | 1988  |      |